# Vrsjenice
Vrsjenice (Servisch cyrillisch Врсјенице) is een plaats in de Servische gemeente Sjenica. De plaats telt 200 inwoners (2002).